# Campeonato de Fútbol Femenino de Primera División B 2017-18 (Argentina)
El Campeonato de Fútbol Femenino de Primera División B 2017-18 fue la tercera temporada de la Primera División B, segunda categoría del fútbol femenino en Argentina. Estuvo organizado por la Asociación del Fútbol Argentino. Comenzó el 19 de agosto de 2017 y finalizó el 7 de julio de 2018.
En este torneo se incorporaron: Independiente, que descendió por primera vez en su historia, tras 26 años ininterrumpidos, al terminar último en la temporada 2016-17; Racing, que retornó a los certámenes luego de 12 años, incorporado por la AFA; y los siguientes incorporados: Almirante Brown, Argentino de Quilmes, Pilar, Comunicaciones, Defensa y Justicia, Español, Merlo, Lanús, Real Pilar y Televisión. Por su parte, Liniers, que había abandonado el certamen en plena disputa de la temporada previa, volvió a participar del torneo.
El campeón fue el Club Atlético Independiente, que obtuvo el campeonato 3 fechas antes y el ascenso a Primera 4 fechas antes. El Club Atlético Lanús se quedó con el segundo ascenso, al finalizar en segunda posición junto a Real Pilar Fútbol Club y vencerlo en un partido desempate. El tercer y último ascenso fue para Racing Club, que regresó a Primera tras 13 años, al ganar del torneo reducido.

## Ascensos, descensos, incorporaciones y retiros
| Posición | Descendidos de la Primera División A 2016-17 |
| -------- | -------------------------------------------- |
| 12.º     | Independiente                                |

| Posición | Ascendidos a la Primera División A 2017-18 |
| -------- | ------------------------------------------ |
| 1.º      | Deportivo Morón                            |
| 2.º      | Excursionistas                             |
| 3.º      | Hebraica                                   |

| Retirados tras la Primera División B 2016-17 |
| -------------------------------------------- |
| No hubo                                      |

| Incorporados a la Primera División B 2017-18 |
| -------------------------------------------- |
| Almirante Brown                              |
| Argentino de Quilmes                         |
| Atlético Pilar                               |
| Comunicaciones                               |
| Defensa y Justicia                           |
| Deportivo Español                            |
| Deportivo Merlo                              |
| Lanús                                        |
| Racing Club                                  |
| Real Pilar                                   |
| Social Atlético Televisión                   |

## Sistema de disputa
Los 18 participantes se enfrentaron en dos ruedas por el sistema de todos contra todos, de acuerdo con el programa aprobado por la Asociación del Fútbol Argentino. El equipo que al final del campeonato sumó más puntos se consagró campeón y ascendió a la Primera División A junto con el equipo que finalizó en segunda posición. Por su parte, los equipos que finalizaron entre las posiciones 3 y 10, inclusive, accedieron al Torneo reducido.

#### Torneo reducido
Los 8 equipos clasificados disputaron un Torneo reducido que se llevó a cabo bajo el formato de eliminación directa, estableciéndose las llaves de cuartos de final en base a las posiciones finales de cada equipo en el campeonato, enfrentándose el 3.º con el 10.º, el 4.º con el 9.º, el 5.º con el 8.º, y el 6.º con el 7.º. Las instancias de cuartos de final y semifinales se disputaron a un solo encuentro en terreno neutral, mientras que la final se llevó a cabo a ida y vuelta, actuando como local en el segundo partido aquel equipo que hubiera finalizado en mejor posición en el campeonato. El ganador de la final ascendió a la Primera División A.

## Equipos participantes
| Equipo               | Ciudad           |
| -------------------- | ---------------- |
| Almirante Brown      | Isidro Casanova  |
| Argentino de Quilmes | Quilmes          |
| Atlético Pilar       | Pilar            |
| Camioneros           | Nueve de Abril   |
| Comunicaciones       | Buenos Aires     |
| Defensa y Justicia   | Florencio Varela |
| Defensores del Chaco | Paso del Rey     |
| Deportivo Español    | Buenos Aires     |
| Deportivo Merlo      | Merlo            |
| Independiente        | Avellaneda       |
| Lanús                | Lanús            |
| Lima                 | Zárate           |
| Liniers              | San Justo        |
| Luján                | Luján            |
| Puerto Nuevo         | Campana          |
| Racing Club          | Avellaneda       |
| Real Pilar           | Pilar            |
| S.A.T.               | Moreno           |

### Distribución geográfica de los equipos
| Región                                   | Cant. | Equipos |
| ---------------------------------------- | ----- | --- |
| Conurbano bonaerense                     | 11    | Almirante Brown, Argentino de Quilmes, Camioneros, Defensa y Justicia, Defensores del Chaco, Deportivo Merlo, Independiente, Lanús, Liniers, Racing Club y S.A.T. |
| Interior de la provincia de Buenos Aires | 5     | Atlético Pilar, Lima, Luján, Puerto Nuevo y Real Pilar |
| Ciudad de Buenos Aires                   | 2     | Comunicaciones y Deportivo Español |

## Tabla de posiciones final
| Pos. | Equipo                  | Pts. | PJ | PG | PE | PP | GF  | GC  | Dif. |
| ---- | ----------------------- | ---- | -- | -- | -- | -- | --- | --- | ---- |
| 01.º | Independiente           | 93   | 34 | 30 | 3  | 1  | 121 | 14  | 107  |
| 02.º | Lanús                   | 86   | 34 | 27 | 5  | 2  | 121 | 14  | 107  |
| 03.º | Real Pilar              | 86   | 34 | 28 | 2  | 4  | 127 | 25  | 102  |
| 04.º | Racing                  | 82   | 34 | 26 | 4  | 4  | 98  | 26  | 72   |
| 05.º | Lima                    | 66   | 34 | 21 | 3  | 10 | 77  | 55  | 22   |
| 06.º | Televisión              | 59   | 34 | 18 | 5  | 11 | 82  | 38  | 44   |
| 07.º | Luján                   | 57   | 34 | 18 | 3  | 13 | 64  | 42  | 22   |
| 08.º | Almirante Brown         | 57   | 34 | 17 | 6  | 11 | 51  | 48  | 3    |
| 09.º | Puerto Nuevo            | 49   | 34 | 14 | 7  | 13 | 46  | 42  | 4    |
| 10.º | Liniers                 | 40   | 34 | 12 | 4  | 18 | 60  | 78  | −18  |
| 11.º | Camioneros              | 31   | 34 | 8  | 7  | 19 | 56  | 113 | −57  |
| 12.º | Comunicaciones          | 30   | 34 | 9  | 3  | 22 | 23  | 58  | −35  |
| 13.º | Español de Buenos Aires | 27   | 34 | 7  | 6  | 21 | 28  | 75  | −47  |
| 14.º | Argentino de Quilmes    | 26   | 34 | 7  | 5  | 22 | 22  | 84  | −62  |
| 15.º | Defensa y Justicia      | 24   | 34 | 6  | 6  | 22 | 31  | 92  | −61  |
| 16.º | Pilar                   | 24   | 34 | 7  | 3  | 24 | 31  | 135 | −104 |
| 17.º | Deportivo Merlo         | 22   | 34 | 6  | 4  | 24 | 24  | 97  | −73  |
| 18.º | Defensores del Chaco    | 19   | 34 | 5  | 4  | 25 | 27  | 53  | −26  |

|  | Campeón. Ascendió a la Primera División A.        |
|  | Ascendió a la Primera División A.                 |
|  | Jugaron un torneo reducido por el tercer ascenso. |

| 1. |

### Evolución de las posiciones

#### Primera rueda
| Equipo / Fecha       | 1    | 2    | 3    | 4    | 5    | 6    | 7    | 8    | 9    | 10   | 11   | 12   | 13   | 14   | 15   | 16   | 17   |
| -------------------- | ---- | ---- | ---- | ---- | ---- | ---- | ---- | ---- | ---- | ---- | ---- | ---- | ---- | ---- | ---- | ---- | ---- |
| Almirante Brown      | 06.º | 06.º | 07.º | 08.º | 06.º | 05.º | 06.º | 07.º | 07.º | 08.º | 08.º | 08.º | 07.º | 08.º | 07.º | 07.º | 07.º |
| Argentino de Quilmes | 16.º | 14.º | 15.º | 16.º | 13.º | 12.º | 15.º | 15.º | 15.º | 16.º | 15.º | 16.º | 16.º | 16.º | 16.º | 17.º | 17.º |
| Atlético Pilar       | 05.º | 05.º | 08.º | 09.º | 12.º | 15.º | 08.º | 08.º | 11.º | 13.º | 12.º | 13.º | 10.º | 12.º | 14.º | 15.º | 15.º |
| Camioneros           | 08.º | 11.º | 11.º | 11.º | 15.º | 11.º | 14.º | 16.º | 16.º | 15.º | 16.º | 15.º | 15.º | 15.º | 15.º | 13.º | 14.º |
| Comunicaciones       | 18.º | 16.º | 16.º | 17.º | 14.º | 16.º | 09.º | 09.º | 12.º | 11.º | 14.º | 12.º | 14.º | 14.º | 11.º | 12.º | 12.º |
| Defensa y Justicia   | 15.º | 17.º | 14.º | 15.º | 18.º | 18.º | 17.º | 17.º | 17.º | 17.º | 17.º | 17.º | 17.º | 17.º | 17.º | 18.º | 18.º |
| Defensores del Chaco | 03.º | 08.º | 06.º | 05.º | 07.º | 09.º | 11.º | 11.º | 08.º | 06.º | 07.º | 07.º | 09.º | 09.º | 09.º | 10.º | 10.º |
| Deportivo Español    | 08.º | 13.º | 13.º | 14.º | 16.º | 10.º | 10.º | 12.º | 09.º | 09.º | 09.º | 10.º | 12.º | 13.º | 13.º | 11.º | 11.º |
| Deportivo Merlo      | 13.º | 18.º | 18.º | 18.º | 17.º | 17.º | 18.º | 18.º | 18.º | 18.º | 18.º | 18.º | 18.º | 18.º | 18.º | 16.º | 16.º |
| Independiente        | 01.º | 01.º | 01.º | 01.º | 02.º | 02.º | 01.º | 01.º | 01.º | 01.º | 01.º | 01.º | 01.º | 01.º | 01.º | 01.º | 01.º |
| Lanús                | 02.º | 04.º | 04.º | 04.º | 03.º | 03.º | 02.º | 03.º | 02.º | 02.º | 04.º | 03.º | 02.º | 02.º | 03.º | 04.º | 04.º |
| Lima                 | 10.º | 12.º | 12.º | 13.º | 08.º | 07.º | 07.º | 06.º | 05.º | 05.º | 05.º | 05.º | 05.º | 05.º | 05.º | 05.º | 05.º |
| Liniers              | 04.º | 10.º | 09.º | 07.º | 09.º | 13.º | 12.º | 14.º | 10.º | 12.º | 10.º | 11.º | 13.º | 11.º | 12.º | 14.º | 13.º |
| Luján                | 14.º | 07.º | 05.º | 06.º | 05.º | 06.º | 05.º | 05.º | 06.º | 07.º | 06.º | 06.º | 06.º | 06.º | 08.º | 08.º | 08.º |
| Puerto Nuevo         | 12.º | 09.º | 10.º | 10.º | 10.º | 08.º | 13.º | 13.º | 14.º | 10.º | 13.º | 14.º | 11.º | 10.º | 10.º | 09.º | 09.º |
| Racing Club          | 06.º | 02.º | 02.º | 02.º | 01.º | 01.º | 03.º | 02.º | 04.º | 04.º | 03.º | 02.º | 03.º | 04.º | 04.º | 03.º | 03.º |
| Real Pilar           | 10.º | 03.º | 03.º | 03.º | 04.º | 04.º | 04.º | 04.º | 03.º | 03.º | 02.º | 04.º | 04.º | 03.º | 02.º | 02.º | 02.º |
| S.A.T.               | 17.º | 15.º | 17.º | 12.º | 11.º | 14.º | 16.º | 10.º | 13.º | 14.º | 11.º | 09.º | 08.º | 07.º | 06.º | 06.º | 06.º |

| 1. 2. 3. 4. 5. 6. 7. 8. 9. 10. 11. 12. 13. |

#### Segunda rueda
| Equipo / Fecha       | 18   | 19   | 20   | 21   | 22   | 23   | 24   | 25   | 26   | 27   | 28   | 29   | 30   | 31   | 32   | 33   | 34   |
| -------------------- | ---- | ---- | ---- | ---- | ---- | ---- | ---- | ---- | ---- | ---- | ---- | ---- | ---- | ---- | ---- | ---- | ---- |
| Almirante Brown      | 07.º | 07.º | 05.º | 07.º | 06.º | 07.º | 05.º | 05.º | 06.º | 06.º | 06.º | 07.º | 07.º | 07.º | 08.º | 08.º | 08.º |
| Argentino de Quilmes | 17.º | 18.º | 16.º | 16.º | 15.º | 15.º | 15.º | 15.º | 16.º | 16.º | 16.º | 16.º | 16.º | 16.º | 16.º | 16.º | 14.º |
| Atlético Pilar       | 15.º | 13.º | 13.º | 14.º | 14.º | 11.º | 11.º | 11.º | 13.º | 13.º | 13.º | 14.º | 14.º | 14.º | 14.º | 15.º | 16.º |
| Camioneros           | 14.º | 15.º | 15.º | 15.º | 16.º | 16.º | 16.º | 16.º | 15.º | 15.º | 15.º | 13.º | 12.º | 13.º | 13.º | 11.º | 11.º |
| Comunicaciones       | 13.º | 14.º | 14.º | 13.º | 13.º | 14.º | 14.º | 14.º | 11.º | 12.º | 12.º | 12.º | 13.º | 11.º | 11.º | 12.º | 12.º |
| Defensa y Justicia   | 18.º | 16.º | 17.º | 17.º | 17.º | 18.º | 18.º | 18.º | 18.º | 18.º | 18.º | 18.º | 18.º | 18.º | 18.º | 14.º | 15.º |
| Defensores del Chaco | 10.º | 10.º | 11.º | 11.º | 12.º | 13.º | 13.º | 13.º | 14.º | 14.º | 14.º | 15.º | 15.º | 15.º | 15.º | 18.º | 18.º |
| Deportivo Español    | 12.º | 11.º | 12.º | 12.º | 10.º | 10.º | 10.º | 10.º | 10.º | 10.º | 11.º | 11.º | 11.º | 12.º | 12.º | 13.º | 13.º |
| Deportivo Merlo      | 16.º | 17.º | 18.º | 18.º | 18.º | 17.º | 17.º | 17.º | 17.º | 17.º | 17.º | 17.º | 17.º | 17.º | 17.º | 17.º | 17.º |
| Independiente        | 01.º | 01.º | 01.º | 01.º | 01.º | 01.º | 01.º | 01.º | 01.º | 01.º | 01.º | 01.º | 01.º | 01.º | 01.º | 01.º | 01.º |
| Lanús                | 03.º | 03.º | 03.º | 03.º | 03.º | 04.º | 04.º | 04.º | 03.º | 03.º | 02.º | 03.º | 03.º | 03.º | 04.º | 03.º | 02.º |
| Lima                 | 05.º | 05.º | 07.º | 06.º | 05.º | 06.º | 07.º | 07.º | 05.º | 05.º | 05.º | 06.º | 05.º | 05.º | 05.º | 05.º | 05.º |
| Liniers              | 11.º | 12.º | 10.º | 10.º | 11.º | 12.º | 12.º | 12.º | 12.º | 11.º | 10.º | 10.º | 10.º | 10.º | 10.º | 10.º | 10.º |
| Luján                | 08.º | 08.º | 08.º | 08.º | 08.º | 08.º | 08.º | 08.º | 08.º | 08.º | 08.º | 08.º | 08.º | 08.º | 07.º | 07.º | 07.º |
| Puerto Nuevo         | 09.º | 09.º | 09.º | 09.º | 09.º | 09.º | 09.º | 09.º | 09.º | 09.º | 09.º | 09.º | 09.º | 09.º | 09.º | 09.º | 09.º |
| Racing Club          | 04.º | 04.º | 04.º | 04.º | 04.º | 03.º | 03.º | 03.º | 04.º | 04.º | 04.º | 04.º | 04.º | 04.º | 03.º | 04.º | 04.º |
| Real Pilar           | 02.º | 02.º | 02.º | 02.º | 02.º | 02.º | 02.º | 02.º | 02.º | 02.º | 03.º | 02.º | 02.º | 02.º | 02.º | 02.º | 03.º |
| S.A.T.               | 06.º | 06.º | 06.º | 05.º | 07.º | 05.º | 06.º | 06.º | 07.º | 07.º | 07.º | 05.º | 06.º | 06.º | 06.º | 06.º | 06.º |

| 1. 2. 3. 4. 5. 6. 7. 8. 9. 10. 11. 12. 13. 14. 15. 16. 17. 18. 19. 20. 21. 22. 23. 24. 25. 26. 27. 28. 29. 30. |

## Resultados

### Primera rueda
| Fecha 1              | Fecha 1   | Fecha 1              | Fecha 1                            | Fecha 1      | Fecha 1 |
| Local                | Resultado | Visitante            | Estadio                            | Fecha        | Hora    |
| -------------------- | --------- | -------------------- | ---------------------------------- | ------------ | ------- |
| Defensores del Chaco | 3 - 0     | Argentino de Quilmes | Club Atlético Defensores del Chaco | 19 de agosto | 13:00   |
| Lanús                | 4 - 0     | Comunicaciones       | Auxiliar Nº 6                      | 19 de agosto | 15:00   |
| Defensa y Justicia   | 0 - 2     | Liniers              | Predio La Capilla                  | 19 de agosto | 15:00   |
| Luján                | 0 - 1     | Racing Club          | Predio San Emilio                  | 19 de agosto | 15:30   |
| Lima                 | 1 - 1     | Real Pilar           | Lima Football Club                 | 19 de agosto | 17:30   |
| Deportivo Merlo      | 0 - 1     | Almirante Brown      | Predio El Remanso                  | 20 de agosto | 15:00   |
| Independiente        | 5 - 1     | S.A.T.               | Predio Villa Domínico              | 20 de agosto | 15:30   |
| Atlético Pilar       | 2 - 1     | Puerto Nuevo         | Club Atlético Pilar                | 20 de agosto | 15:30   |
| Camioneros           | 2 - 2     | Deportivo Español    | Predio Luis Guillón                | 20 de agosto | 15:30   |

| Fecha 2              | Fecha 2   | Fecha 2              | Fecha 2                           | Fecha 2      | Fecha 2 |
| Local                | Resultado | Visitante            | Estadio                           | Fecha        | Hora    |
| -------------------- | --------- | -------------------- | --------------------------------- | ------------ | ------- |
| Camioneros           | 2 - 2     | Lanús                | Predio Luis Guillón               | 26 de agosto | 15:00   |
| Liniers              | 0 - 1     | Independiente        | Juan Antonio Arias                | 26 de agosto | 15:00   |
| S.A.T.               | 1 - 0     | Comunicaciones       | 12 de agosto                      | 26 de agosto | 15:30   |
| Racing Club          | 3 - 1     | Defensores del Chaco | Predio Tita Mattiussi             | 27 de agosto | 13:00   |
| Almirante Brown      | 1 - 1     | Atlético Pilar       | Ciudad Deportiva Luis Mendoza     | 27 de agosto | 15:00   |
| Deportivo Español    | 0 - 3     | Luján                | Auxiliar                          | 27 de agosto | 15:30   |
| Real Pilar           | 5 - 0     | Deportivo Merlo      | Municipal de Pilar-Carlos Barraza | 27 de agosto | 15:30   |
| Puerto Nuevo         | 2 - 0     | Defensa y Justicia   | Rubén Carlos Vallejos             | 27 de agosto | 15:30   |
| Argentino de Quilmes | 0 - 2     | Lima                 | Argentino de Quilmes              | 27 de agosto | 15:30   |

| Fecha 3              | Fecha 3   | Fecha 3              | Fecha 3                            | Fecha 3         | Fecha 3 |
| Local                | Resultado | Visitante            | Estadio                            | Fecha           | Hora    |
| -------------------- | --------- | -------------------- | ---------------------------------- | --------------- | ------- |
| Luján                | 4 - 0     | Camioneros           | Predio San Emilio                  | 2 de septiembre | 15:00   |
| Lanús                | 1 - 0     | S.A.T.               | Predio de Valentín Alsina          | 2 de septiembre | 15:30   |
| Defensa y Justicia   | 1 - 1     | Almirante Brown      | Predio La Capilla                  | 2 de septiembre | 15:30   |
| Defensores del Chaco | 2 - 1     | Deportivo Español    | Club Atlético Defensores del Chaco | 3 de septiembre | 13:00   |
| Independiente        | 2 - 0     | Puerto Nuevo         | Predio Villa Domínico              | 3 de septiembre | 15:00   |
| Deportivo Merlo      | 0 - 1     | Argentino de Quilmes | Predio El Remanso                  | 3 de septiembre | 15:30   |
| Lima                 | 0 - 3     | Racing Club          | Lima Football Club                 | 3 de septiembre | 16:00   |
| Atlético Pilar       | 0 - 8     | Real Pilar           | Club Atlético Pilar                | 3 de septiembre | 16:00   |
| Comunicaciones       | 1 - 0     | Liniers              | Auxiliar                           | 3 de septiembre | 16:00   |

| Fecha 4              | Fecha 4   | Fecha 4              | Fecha 4                           | Fecha 4          | Fecha 4 |
| Local                | Resultado | Visitante            | Estadio                           | Fecha            | Hora    |
| -------------------- | --------- | -------------------- | --------------------------------- | ---------------- | ------- |
| Racing Club          | 3 - 1     | Deportivo Merlo      | Predio Tita Mattiussi             | 9 de septiembre  | 15:30   |
| Almirante Brown      | 0 - 2     | Independiente        | Ciudad Deportiva Luis Mendoza     | 9 de septiembre  | 15:30   |
| Liniers              | 3 - 2     | S.A.T.               | Juan Antonio Arias                | 9 de septiembre  | 15:30   |
| Argentino de Quilmes | 0 - 1     | Atlético Pilar       | Auxiliar                          | 9 de septiembre  | 15:30   |
| Camioneros           | 2 - 2     | Defensores del Chaco | Predio Luis Guillón               | 9 de septiembre  | 16:00   |
| Real Pilar           | 5 - 0     | Defensa y Justicia   | Municipal de Pilar-Carlos Barraza | 9 de septiembre  | 16:00   |
| Puerto Nuevo         | 0 - 1     | Comunicaciones       | Rubén Carlos Vallejos             | 10 de septiembre | 11:00   |
| Luján                | 0 - 4     | Lanús                | Predio San Emilio                 | 10 de septiembre | 15:30   |
| Deportivo Español    | 2 - 2     | Lima                 | Auxiliar                          | 10 de septiembre | 15:30   |

| Fecha 5              | Fecha 5   | Fecha 5              | Fecha 5                            | Fecha 5          | Fecha 5 |
| Local                | Resultado | Visitante            | Estadio                            | Fecha            | Hora    |
| -------------------- | --------- | -------------------- | ---------------------------------- | ---------------- | ------- |
| Lanús                | 7 - 0     | Liniers              | Predio de Valentín Alsina          | 16 de septiembre | 15:30   |
| Defensa y Justicia   | 1 - 2     | Argentino de Quilmes | Predio La Capilla                  | 16 de septiembre | 15:30   |
| Lima                 | 4 - 2     | Camioneros           | Lima Football Club                 | 17 de septiembre | 11:00   |
| S.A.T.               | 3 - 3     | Puerto Nuevo         | 12 de agosto                       | 17 de septiembre | 13:00   |
| Independiente        | 3 - 0     | Real Pilar           | Predio Villa Domínico              | 17 de septiembre | 15:00   |
| Defensores del Chaco | 0 - 1     | Luján                | Club Atlético Defensores del Chaco | 17 de septiembre | 15:00   |
| Deportivo Merlo      | 2 - 2     | Deportivo Español    | Predio El Remanso                  | 17 de septiembre | 15:30   |
| Atlético Pilar       | 0 - 6     | Racing Club          | Club Atlético Pilar                | 17 de septiembre | 16:00   |
| Comunicaciones       | 0 - 1     | Almirante Brown      | Auxiliar                           | 17 de septiembre | 17:00   |

| Fecha 6              | Fecha 6   | Fecha 6            | Fecha 6                            | Fecha 6          | Fecha 6 |
| Local                | Resultado | Visitante          | Estadio                            | Fecha            | Hora    |
| -------------------- | --------- | ------------------ | ---------------------------------- | ---------------- | ------- |
| Almirante Brown      | 1 - 0     | S.A.T.             | Ciudad Deportiva Luis Mendoza      | 23 de septiembre | 13:00   |
| Racing Club          | 9 - 0     | Defensa y Justicia | Predio Tita Mattiussi              | 23 de septiembre | 15:00   |
| Argentino de Quilmes | 0 - 3     | Independiente      | Auxiliar                           | 23 de septiembre | 15:30   |
| Real Pilar           | 3 - 1     | Comunicaciones     | Municipal de Pilar-Carlos Barraza  | 23 de septiembre | 15:30   |
| Camioneros           | 3 - 2     | Deportivo Merlo    | Predio Luis Guillón                | 24 de septiembre | 11:00   |
| Defensores del Chaco | 0 - 2     | Lanús              | Club Atlético Defensores del Chaco | 24 de septiembre | 15:30   |
| Deportivo Español    | 3 - 2     | Atlético Pilar     | Auxiliar                           | 24 de septiembre | 15:30   |
| Puerto Nuevo         | 2 - 1     | Liniers            | Rubén Carlos Vallejos              | 24 de septiembre | 15:30   |
| Luján                | 0 - 1     | Lima               | Predio San Emilio                  | 24 de septiembre | 15:30   |

| Fecha 7            | Fecha 7   | Fecha 7              | Fecha 7                   | Fecha 7          | Fecha 7 |
| Local              | Resultado | Visitante            | Estadio                   | Fecha            | Hora    |
| ------------------ | --------- | -------------------- | ------------------------- | ---------------- | ------- |
| S.A.T.             | 3 - 4     | Real Pilar           | 12 de agosto              | 29 de septiembre | 20:30   |
| Lanús              | 7 - 0     | Puerto Nuevo         | Predio de Valentín Alsina | 30 de septiembre | 15:30   |
| Liniers            | 2 - 2     | Almirante Brown      | Juan Antonio Arias        | 30 de septiembre | 15:30   |
| Defensa y Justicia | 1 - 1     | Deportivo Español    | Predio La Capilla         | 30 de septiembre | 15:30   |
| Comunicaciones     | 3 - 1     | Argentino de Quilmes | Auxiliar                  | 30 de septiembre | 16:30   |
| Independiente      | 4 - 0     | Racing Club          | Predio Villa Domínico     | 1 de octubre     | 11:10   |
| Lima               | 6 - 1     | Defensores del Chaco | Lima Football Club        | 1 de octubre     | 15:00   |
| Deportivo Merlo    | 1 - 4     | Luján                | Predio El Remanso         | 1 de octubre     | 15:30   |
| Atlético Pilar     | 6 - 2     | Camioneros           | Club Atlético Pilar       | 1 de octubre     | 16:00   |

| Fecha 8              | Fecha 8   | Fecha 8            | Fecha 8                            | Fecha 8      | Fecha 8 |
| Local                | Resultado | Visitante          | Estadio                            | Fecha        | Hora    |
| -------------------- | --------- | ------------------ | ---------------------------------- | ------------ | ------- |
| Defensores del Chaco | 3 - 0     | Deportivo Merlo    | Club Atlético Defensores del Chaco | 7 de octubre | 13:00   |
| Real Pilar           | 5 - 1     | Liniers            | Municipal de Pilar-Carlos Barraza  | 7 de octubre | 14:00   |
| Luján                | 3 - 0     | Atlético Pilar     | Predio San Emilio                  | 7 de octubre | 15:30   |
| Racing Club          | 5 - 1     | Comunicaciones     | Predio Tita Mattiussi              | 7 de octubre | 15:30   |
| Argentino de Quilmes | 1 - 2     | S.A.T.             | Auxiliar                           | 7 de octubre | 15:30   |
| Almirante Brown      | 2 - 0     | Puerto Nuevo       | Ciudad Deportiva Luis Mendoza      | 7 de octubre | 15:30   |
| Deportivo Español    | 1 - 6     | Independiente      | Nueva España                       | 8 de octubre | 15:10   |
| Camioneros           | 0 - 2     | Defensa y Justicia | Predio Luis Guillón                | 8 de octubre | 15:30   |
| Lima                 | 0 - 0     | Lanús              | Lima Football Club                 | 8 de octubre | 16:00   |

| Fecha 9            | Fecha 9   | Fecha 9              | Fecha 9                   | Fecha 9       | Fecha 9 |
| Local              | Resultado | Visitante            | Estadio                   | Fecha         | Hora    |
| ------------------ | --------- | -------------------- | ------------------------- | ------------- | ------- |
| Lanús              | 4 - 0     | Almirante Brown      | Predio de Valentín Alsina | 14 de octubre | 14:00   |
| Atlético Pilar     | 0 - 6     | Defensores del Chaco | Club Atlético Pilar       | 14 de octubre | 15:00   |
| Independiente      | 5 - 0     | Camioneros           | Predio Villa Domínico     | 14 de octubre | 15:10   |
| Puerto Nuevo       | 0 - 2     | Real Pilar           | Rubén Carlos Vallejos     | 14 de octubre | 15:30   |
| Liniers            | 2 - 0     | Argentino de Quilmes | Juan Antonio Arias        | 14 de octubre | 15:30   |
| S.A.T.             | 1 - 1     | Racing Club          | 12 de agosto              | 14 de octubre | 15:30   |
| Defensa y Justicia | 1 - 1     | Luján                | Predio La Capilla         | 14 de octubre | 15:30   |
| Deportivo Merlo    | 1 - 4     | Lima                 | Predio El Remanso         | 14 de octubre | 15:30   |
| Comunicaciones     | 0 - 1     | Deportivo Español    | Auxiliar                  | 15 de octubre | 11:00   |

| Fecha 10             | Fecha 10  | Fecha 10           | Fecha 10                           | Fecha 10      | Fecha 10 |
| Local                | Resultado | Visitante          | Estadio                            | Fecha         | Hora     |
| -------------------- | --------- | ------------------ | ---------------------------------- | ------------- | -------- |
| Defensores del Chaco | 4 - 1     | Defensa y Justicia | Club Atlético Defensores del Chaco | 21 de octubre | 11:00    |
| Racing Club          | 3 - 0     | Liniers            | Predio Tita Mattiussi              | 21 de octubre | 15:10    |
| Deportivo Merlo      | 0 - 5     | Lanús              | Predio El Remanso                  | 21 de octubre | 15:30    |
| Lima                 | 3 - 2     | Atlético Pilar     | Lima Football Club                 | 21 de octubre | 15:30    |
| Luján                | 0 - 2     | Independiente      | Predio San Emilio                  | 21 de octubre | 15:30    |
| Camioneros           | 1 - 1     | Comunicaciones     | Predio Luis Guillón                | 21 de octubre | 15:30    |
| Deportivo Español    | 2 - 1     | S.A.T.             | Auxiliar                           | 21 de octubre | 15:30    |
| Argentino de Quilmes | 0 - 3     | Puerto Nuevo       | Auxiliar                           | 21 de octubre | 15:30    |
| Real Pilar           | 6 - 0     | Almirante Brown    | Municipal de Pilar-Carlos Barraza  | 21 de octubre | 15:30    |

| Fecha 11           | Fecha 11  | Fecha 11             | Fecha 11                      | Fecha 11      | Fecha 11 |
| Local              | Resultado | Visitante            | Estadio                       | Fecha         | Hora     |
| ------------------ | --------- | -------------------- | ----------------------------- | ------------- | -------- |
| Lanús              | 2 - 3     | Real Pilar           | Predio de Valentín Alsina     | 28 de octubre | 15:30    |
| Almirante Brown    | 1 - 1     | Argentino de Quilmes | Ciudad Deportiva Luis Mendoza | 28 de octubre | 15:30    |
| Liniers            | 3 - 0     | Deportivo Español    | Auxiliar                      | 28 de octubre | 15:30    |
| Independiente      | 6 - 1     | Defensores del Chaco | Predio Villa Domínico         | 28 de octubre | 15:30    |
| Defensa y Justicia | 2 - 4     | Lima                 | Predio La Capilla             | 28 de octubre | 15:30    |
| S.A.T.             | 2 - 0     | Camioneros           | 12 de agosto                  | 28 de octubre | 16:30    |
| Puerto Nuevo       | 0 - 1     | Racing Club          | Rubén Carlos Vallejos         | 29 de octubre | 15:30    |
| Atlético Pilar     | 1 - 1     | Deportivo Merlo      | Club Atlético Pilar           | 29 de octubre | 15:30    |
| Comunicaciones     | 1 - 3     | Luján                | Auxiliar                      | 29 de octubre | 16:30    |

| Fecha 12             | Fecha 12  | Fecha 12           | Fecha 12                           | Fecha 12        | Fecha 12 |
| Local                | Resultado | Visitante          | Estadio                            | Fecha           | Hora     |
| -------------------- | --------- | ------------------ | ---------------------------------- | --------------- | -------- |
| Luján                | 0 - 3     | S.A.T.             | Predio San Emilio                  | 4 de noviembre  | 15:30    |
| Racing Club          | 2 - 0     | Almirante Brown    | Predio Tita Mattiussi              | 4 de noviembre  | 15:30    |
| Argentino de Quilmes | 0 - 1     | Real Pilar         | Auxiliar                           | 4 de noviembre  | 15:30    |
| Defensores del Chaco | 1 - 1     | Comunicaciones     | Club Atlético Defensores del Chaco | 5 de noviembre  | 14:00    |
| Deportivo Merlo      | 1 - 1     | Defensa y Justicia | Predio El Remanso                  | 5 de noviembre  | 15:30    |
| Atlético Pilar       | 0 - 12    | Lanús              | Club Atlético Pilar                | 5 de noviembre  | 16:00    |
| Lima                 | 0 - 2     | Independiente      | Lima Football Club                 | 5 de noviembre  | 16:00    |
| Camioneros           | 5 - 1     | Liniers            | Predio Luis Guillón                | 5 de noviembre  | 16:00    |
| Deportivo Español    | 1 - 0     | Puerto Nuevo       | Auxiliar                           | 29 de noviembre | 17:00    |

| Fecha 13           | Fecha 13  | Fecha 13             | Fecha 13                          | Fecha 13        | Fecha 13 |
| Local              | Resultado | Visitante            | Estadio                           | Fecha           | Hora     |
| ------------------ | --------- | -------------------- | --------------------------------- | --------------- | -------- |
| S.A.T.             | 3 - 0     | Defensores del Chaco | 12 de agosto                      | 10 de noviembre | 20:30    |
| Lanús              | 3 - 0     | Argentino de Quilmes | Predio de Valentín Alsina         | 11 de noviembre | 15:30    |
| Real Pilar         | 2 - 2     | Racing Club          | Municipal de Pilar-Carlos Barraza | 11 de noviembre | 15:30    |
| Liniers            | 0 - 1     | Luján                | Auxiliar                          | 11 de noviembre | 15:30    |
| Independiente      | 4 - 0     | Deportivo Merlo      | Predio Villa Domínico             | 11 de noviembre | 15:30    |
| Defensa y Justicia | 1 - 2     | Atlético Pilar       | Predio La Capilla                 | 11 de noviembre | 15:30    |
| Comunicaciones     | 1 - 3     | Lima                 | Auxiliar                          | 11 de noviembre | 16:30    |
| Almirante Brown    | 2 - 1     | Deportivo Español    | Fragata Presidente Sarmiento      | 12 de noviembre | 15:30    |
| Puerto Nuevo       | 5 - 2     | Camioneros           | Rubén Carlos Vallejos             | 12 de noviembre | 15:30    |

| Fecha 14             | Fecha 14  | Fecha 14             | Fecha 14                           | Fecha 14        | Fecha 14 |
| Local                | Resultado | Visitante            | Estadio                            | Fecha           | Hora     |
| -------------------- | --------- | -------------------- | ---------------------------------- | --------------- | -------- |
| Deportivo Merlo      | 1 - 0     | Comunicaciones       | Predio El Remanso                  | 18 de noviembre | 17:00    |
| Luján                | 1 - 2     | Puerto Nuevo         | Predio San Emilio                  | 18 de noviembre | 17:00    |
| Deportivo Español    | 0 - 4     | Real Pilar           | Auxiliar                           | 18 de noviembre | 17:00    |
| Racing Club          | 4 - 0     | Argentino de Quilmes | Predio Tita Mattiussi              | 18 de noviembre | 17:00    |
| Defensa y Justicia   | 0 - 5     | Lanús                | Predio La Capilla                  | 19 de noviembre | 17:00    |
| Atlético Pilar       | 2 - 4     | Independiente        | Club Atlético Pilar                | 19 de noviembre | 17:00    |
| Defensores del Chaco | 3 - 3     | Liniers              | Club Atlético Defensores del Chaco | 19 de noviembre | 17:00    |
| Camioneros           | 2 - 2     | Almirante Brown      | Predio Luis Guillón                | 19 de noviembre | 17:00    |
| Lima                 | 1 - 6     | S.A.T.               | Lima Football Club                 | 19 de noviembre | 21:00    |

| Fecha 15             | Fecha 15  | Fecha 15             | Fecha 15                          | Fecha 15        | Fecha 15 |
| Local                | Resultado | Visitante            | Estadio                           | Fecha           | Hora     |
| -------------------- | --------- | -------------------- | --------------------------------- | --------------- | -------- |
| Argentino de Quilmes | 0 - 0     | Deportivo Español    | Auxiliar                          | 25 de noviembre | 17:00    |
| Real Pilar           | 2 - 1     | Camioneros           | Municipal de Pilar-Carlos Barraza | 25 de noviembre | 17:00    |
| Almirante Brown      | 4 - 1     | Luján                | Ciudad Deportiva Luis Mendoza     | 25 de noviembre | 17:00    |
| Comunicaciones       | 2 - 1     | Atlético Pilar       | Auxiliar                          | 25 de noviembre | 17:00    |
| S.A.T.               | 2 - 0     | Deportivo Merlo      | 12 de agosto                      | 25 de noviembre | 21:00    |
| Puerto Nuevo         | 0 - 0     | Defensores del Chaco | Rubén Carlos Vallejos             | 26 de noviembre | 17:00    |
| Liniers              | 0 - 1     | Lima                 | Auxiliar                          | 26 de noviembre | 17:00    |
| Lanús                | 3 - 0     | Racing Club          | Predio de Valentín Alsina         | 16 de diciembre | 17:00    |
| Independiente        | 5 - 1     | Defensa y Justicia   | Predio Villa Domínico             | 16 de diciembre | 17:00    |

| Fecha 16             | Fecha 16  | Fecha 16             | Fecha 16                           | Fecha 16       | Fecha 16 |
| Local                | Resultado | Visitante            | Estadio                            | Fecha          | Hora     |
| -------------------- | --------- | -------------------- | ---------------------------------- | -------------- | -------- |
| Defensa y Justicia   | 0 - 0     | Comunicaciones       | Predio La Capilla                  | 2 de diciembre | 17:00    |
| Atlético Pilar       | 0 - 6     | S.A.T.               | Club Atlético Pilar                | 2 de diciembre | 17:00    |
| Camioneros           | 6 - 2     | Argentino de Quilmes | Predio Luis Guillón                | 2 de diciembre | 17:00    |
| Deportivo Español    | 0 - 1     | Racing Club          | Auxiliar                           | 2 de diciembre | 17:00    |
| Independiente        | 1 - 1     | Lanús                | Predio Villa Domínico              | 3 de diciembre | 17:00    |
| Deportivo Merlo      | 2 - 1     | Liniers              | Predio El Remanso                  | 3 de diciembre | 17:00    |
| Defensores del Chaco | 0 - 1     | Almirante Brown      | Club Atlético Defensores del Chaco | 3 de diciembre | 17:00    |
| Luján                | 0 - 3     | Real Pilar           | Predio San Emilio                  | 3 de diciembre | 17:00    |
| Lima                 | 1 - 2     | Puerto Nuevo         | Lima Football Club                 | 3 de diciembre | 18:00    |

| Fecha 17             | Fecha 17  | Fecha 17             | Fecha 17                          | Fecha 17        | Fecha 17 |
| Local                | Resultado | Visitante            | Estadio                           | Fecha           | Hora     |
| -------------------- | --------- | -------------------- | --------------------------------- | --------------- | -------- |
| Lanús                | 4 - 0     | Deportivo Español    | Predio de Valentín Alsina         | 9 de diciembre  | 17:00    |
| Almirante Brown      | 6 - 1     | Lima                 | Ciudad Deportiva Luis Mendoza     | 9 de diciembre  | 17:00    |
| Puerto Nuevo         | 1 - 1     | Deportivo Merlo      | Rubén Carlos Vallejos             | 9 de diciembre  | 17:00    |
| Comunicaciones       | 1 - 4     | Independiente        | Auxiliar                          | 9 de diciembre  | 17:00    |
| Liniers              | 1 - 0     | Atlético Pilar       | Juan Antonio Arias                | 9 de diciembre  | 17:00    |
| S.A.T.               | 4 - 1     | Defensa y Justicia   | 12 de agosto                      | 9 de diciembre  | 19:30    |
| Real Pilar           | 6 - 0     | Defensores del Chaco | Municipal de Pilar-Carlos Barraza | 10 de diciembre | 17:00    |
| Racing Club          | 6 - 0     | Camioneros           | Predio Tita Mattiussi             | 10 de diciembre | 17:00    |
| Argentino de Quilmes | 0 - 1     | Luján                | Auxiliar                          | 10 de diciembre | 17:00    |

| 1. 2. 3. 4. 5. 6. 7. 8. 9. 10. 11. 12. 13. 14. 15. 16. 17. 18. 19. |

### Segunda rueda
| Fecha 18             | Fecha 18  | Fecha 18             | Fecha 18                      | Fecha 18     | Fecha 18 |
| Local                | Resultado | Visitante            | Estadio                       | Fecha        | Hora     |
| -------------------- | --------- | -------------------- | ----------------------------- | ------------ | -------- |
| Liniers              | 5 - 1     | Defensa y Justicia   | Juan Antonio Arias            | 3 de febrero | 17:00    |
| Real Pilar           | 5 - 1     | Lima                 | Román Pascual                 | 3 de febrero | 17:00    |
| Racing Club          | 2 - 0     | Luján                | Predio Tita Mattiussi         | 3 de febrero | 17:00    |
| Argentino de Quilmes | 1 - 0     | Defensores del Chaco | Argentino de Quilmes          | 3 de febrero | 17:00    |
| Comunicaciones       | 0 - 3     | Lanús                | Alfredo Ramos                 | 4 de febrero | 09:00    |
| Puerto Nuevo         | 3 - 0     | Atlético Pilar       | Rubén Carlos Vallejos         | 4 de febrero | 17:00    |
| Almirante Brown      | 4 - 1     | Deportivo Merlo      | Ciudad Deportiva Luis Mendoza | 4 de febrero | 17:00    |
| Deportivo Español    | 1 - 3     | Camioneros           | Auxiliar                      | 4 de febrero | 17:00    |
| S.A.T.               | 2 - 4     | Independiente        | 12 de agosto                  | 4 de febrero | 18:00    |

| Fecha 19             | Fecha 19  | Fecha 19             | Fecha 19                  | Fecha 19      | Fecha 19   |
| Local                | Resultado | Visitante            | Estadio                   | Fecha         | Hora       |
| -------------------- | --------- | -------------------- | ------------------------- | ------------- | ---------- |
| Lanús                | 13 - 0    | Camioneros           | Predio de Valentín Alsina | 10 de febrero | 17:00      |
| Luján                | 2 - 2     | Deportivo Español    | Predio San Emilio         | 10 de febrero | 17:00      |
| Atlético Pilar       | 1 - 0     | Almirante Brown      | Club Atlético Pilar       | 10 de febrero | 17:00      |
| Defensa y Justicia   | 1 - 0     | Puerto Nuevo         | Predio La Capilla         | 10 de febrero | 17:00      |
| Independiente        | 6 - 0     | Liniers              | Predio Villa Domínico     | 10 de febrero | 17:00      |
| Deportivo Merlo      | 0 - 3     | Real Pilar           | Predio El Remanso         | 11 de febrero | 17:00      |
| Comunicaciones       | 0 - 1     | S.A.T.               | Alfredo Ramos             | 11 de febrero | 17:00      |
| Lima                 | 5 - 0     | Argentino de Quilmes | Lima Football Club        | 11 de febrero | 19:00      |
| Defensores del Chaco | 0 - 1     | Racing Club          | No se jugó                | No se jugó    | No se jugó |

| Fecha 20             | Fecha 20  | Fecha 20             | Fecha 20                      | Fecha 20      | Fecha 20   |
| Local                | Resultado | Visitante            | Estadio                       | Fecha         | Hora       |
| -------------------- | --------- | -------------------- | ----------------------------- | ------------- | ---------- |
| S.A.T.               | 2 - 2     | Lanús                | 12 de agosto                  | 16 de febrero | 20:00      |
| Liniers              | 2 - 0     | Comunicaciones       | Auxiliar                      | 17 de febrero | 17:00      |
| Puerto Nuevo         | 0 - 0     | Independiente        | Rubén Carlos Vallejos         | 17 de febrero | 17:00      |
| Almirante Brown      | 4 - 0     | Defensa y Justicia   | Ciudad Deportiva Luis Mendoza | 17 de febrero | 17:00      |
| Real Pilar           | 7 - 0     | Atlético Pilar       | 12 de agosto                  | 17 de febrero | 17:00      |
| Racing Club          | 3 - 1     | Lima                 | Predio Tita Mattiussi         | 17 de febrero | 17:00      |
| Camioneros           | 1 - 2     | Luján                | Predio Luis Guillón           | 17 de febrero | 17:00      |
| Argentino de Quilmes | 2 - 0     | Deportivo Merlo      | Argentino de Quilmes          | 18 de febrero | 17:00      |
| Deportivo Español    | 1 - 0     | Defensores del Chaco | No se jugó                    | No se jugó    | No se jugó |

| Fecha 21             | Fecha 21  | Fecha 21             | Fecha 21                  | Fecha 21      | Fecha 21   |
| Local                | Resultado | Visitante            | Estadio                   | Fecha         | Hora       |
| -------------------- | --------- | -------------------- | ------------------------- | ------------- | ---------- |
| S.A.T.               | 6 - 0     | Liniers              | 12 de agosto              | 23 de febrero | 20:00      |
| Atlético Pilar       | 0 - 0     | Argentino de Quilmes | Club Atlético Pilar       | 24 de febrero | 17:00      |
| Defensa y Justicia   | 2 - 6     | Real Pilar           | Predio La Capilla         | 24 de febrero | 17:00      |
| Independiente        | 4 - 0     | Almirante Brown      | Predio Villa Domínico     | 24 de febrero | 17:00      |
| Lima                 | 4 - 2     | Deportivo Español    | Lima Football Club        | 24 de febrero | 19:00      |
| Lanús                | 3 - 2     | Luján                | Predio de Valentín Alsina | 25 de febrero | 17:00      |
| Deportivo Merlo      | 0 - 4     | Racing Club          | Predio El Remanso         | 25 de febrero | 17:00      |
| Comunicaciones       | 2 - 0     | Puerto Nuevo         | Auxiliar                  | 25 de febrero | 17:00      |
| Defensores del Chaco | 0 - 1     | Camioneros           | No se jugó                | No se jugó    | No se jugó |

| Fecha 22             | Fecha 22  | Fecha 22             | Fecha 22                          | Fecha 22   | Fecha 22   |
| Local                | Resultado | Visitante            | Estadio                           | Fecha      | Hora       |
| -------------------- | --------- | -------------------- | --------------------------------- | ---------- | ---------- |
| Liniers              | 1 - 4     | Lanús                | Juan Antonio Arias                | 3 de marzo | 17:00      |
| Real Pilar           | 0 - 2     | Independiente        | Municipal de Pilar-Carlos Barraza | 3 de marzo | 17:00      |
| Racing Club          | 7 - 0     | Atlético Pilar       | Predio Tita Mattiussi             | 3 de marzo | 17:00      |
| Deportivo Español    | 2 - 1     | Deportivo Merlo      | Auxiliar                          | 3 de marzo | 17:00      |
| Camioneros           | 2 - 4     | Lima                 | Predio Luis Guillón               | 3 de marzo | 17:00      |
| Puerto Nuevo         | 2 - 2     | S.A.T.               | Rubén Carlos Vallejos             | 4 de marzo | 17:00      |
| Almirante Brown      | 3 - 0     | Comunicaciones       | Ciudad Deportiva Luis Mendoza     | 4 de marzo | 17:00      |
| Argentino de Quilmes | 1 - 0     | Defensa y Justicia   | Auxiliar                          | 4 de marzo | 17:00      |
| Luján                | 1 - 0     | Defensores del Chaco | No se jugó                        | No se jugó | No se jugó |

| Fecha 23           | Fecha 23  | Fecha 23             | Fecha 23              | Fecha 23    | Fecha 23   |
| Local              | Resultado | Visitante            | Estadio               | Fecha       | Hora       |
| ------------------ | --------- | -------------------- | --------------------- | ----------- | ---------- |
| S.A.T.             | 5 - 0     | Almirante Brown      | 12 de agosto          | 9 de marzo  | 20:00      |
| Independiente      | 6 - 0     | Argentino de Quilmes | Predio Villa Domínico | 10 de marzo | 17:00      |
| Liniers            | 1 - 3     | Puerto Nuevo         | Juan Antonio Arias    | 10 de marzo | 17:00      |
| Defensa y Justicia | 1 - 6     | Racing Club          | Predio La Capilla     | 10 de marzo | 17:00      |
| Deportivo Merlo    | 2 - 1     | Camioneros           | Predio El Remanso     | 11 de marzo | 17:00      |
| Comunicaciones     | 0 - 4     | Real Pilar           | Auxiliar              | 11 de marzo | 17:00      |
| Atlético Pilar     | 3 - 1     | Deportivo Español    | Club Atlético Pilar   | 11 de marzo | 17:00      |
| Lima               | 1 - 3     | Luján                | Lima Football Club    | 11 de marzo | 19:00      |
| Lanús              | 1 - 0     | Defensores del Chaco | No se jugó            | No se jugó  | No se jugó |

| Fecha 24             | Fecha 24  | Fecha 24           | Fecha 24                          | Fecha 24    | Fecha 24   |
| Local                | Resultado | Visitante          | Estadio                           | Fecha       | Hora       |
| -------------------- | --------- | ------------------ | --------------------------------- | ----------- | ---------- |
| Puerto Nuevo         | 0 - 0     | Lanús              | Rubén Carlos Vallejos             | 17 de marzo | 16:00      |
| Almirante Brown      | 3 - 1     | Liniers            | Ciudad Deportiva Luis Mendoza     | 17 de marzo | 16:00      |
| Luján                | 5 - 0     | Deportivo Merlo    | Predio San Emilio                 | 18 de marzo | 11:00      |
| Racing Club          | 1 - 1     | Independiente      | Predio Tita Mattiussi             | 18 de marzo | 15:10      |
| Deportivo Español    | 1 - 0     | Defensa y Justicia | Auxiliar                          | 18 de marzo | 15:30      |
| Real Pilar           | 1 - 0     | S.A.T.             | Municipal de Pilar-Carlos Barraza | 18 de marzo | 16:00      |
| Argentino de Quilmes | 1 - 0     | Comunicaciones     | Argentino de Quilmes              | 18 de marzo | 16:00      |
| Camioneros           | 7 - 0     | Atlético Pilar     | Predio Luis Guillón               | 18 de marzo | 16:00      |
| Defensores del Chaco | 0 - 1     | Lima               | No se jugó                        | No se jugó  | No se jugó |

| Fecha 25           | Fecha 25  | Fecha 25             | Fecha 25                  | Fecha 25    | Fecha 25   |
| Local              | Resultado | Visitante            | Estadio                   | Fecha       | Hora       |
| ------------------ | --------- | -------------------- | ------------------------- | ----------- | ---------- |
| Lanús              | 4 - 1     | Lima                 | Predio de Valentín Alsina | 24 de marzo | 14:00      |
| Defensa y Justicia | 3 - 3     | Camioneros           | Predio La Capilla         | 24 de marzo | 14:00      |
| Liniers            | 0 - 10    | Real Pilar           | Juan Antonio Arias        | 24 de marzo | 14:00      |
| Puerto Nuevo       | 1 - 1     | Almirante Brown      | Rubén Carlos Vallejos     | 24 de marzo | 16:00      |
| S.A.T.             | 1 - 0     | Argentino de Quilmes | 12 de agosto              | 24 de marzo | 20:00      |
| Atlético Pilar     | 1 - 3     | Luján                | Club Atlético Pilar       | 25 de marzo | 11:00      |
| Comunicaciones     | 0 - 2     | Racing Club          | Alfredo Ramos             | 25 de marzo | 15:30      |
| Independiente      | 3 - 0     | Deportivo Español    | Predio Villa Domínico     | 25 de marzo | 16:00      |
| Deportivo Merlo    | 1 - 0     | Defensores del Chaco | No se jugó                | No se jugó  | No se jugó |

| Fecha 26             | Fecha 26  | Fecha 26           | Fecha 26                          | Fecha 26    | Fecha 26   |
| Local                | Resultado | Visitante          | Estadio                           | Fecha       | Hora       |
| -------------------- | --------- | ------------------ | --------------------------------- | ----------- | ---------- |
| Racing Club          | 1 - 1     | S.A.T.             | Predio Tita Mattiussi             | 29 de marzo | 16:00      |
| Argentino de Quilmes | 2 - 2     | Liniers            | Argentino de Quilmes              | 31 de marzo | 15:00      |
| Luján                | 2 - 1     | Defensa y Justicia | Predio San Emilio                 | 31 de marzo | 15:00      |
| Real Pilar           | 2 - 0     | Puerto Nuevo       | Municipal de Pilar-Carlos Barraza | 31 de marzo | 16:00      |
| Deportivo Español    | 0 - 1     | Comunicaciones     | Auxiliar                          | 31 de marzo | 16:00      |
| Camioneros           | 1 - 9     | Independiente      | Predio Luis Guillón               | 31 de marzo | 16:00      |
| Lima                 | 3 - 0     | Deportivo Merlo    | Lima Football Club                | 31 de marzo | 19:00      |
| Almirante Brown      | 0 - 3     | Lanús              | Fragata Presidente Sarmiento      | 1 de abril  | 15:10      |
| Defensores del Chaco | 0 - 1     | Atlético Pilar     | No se jugó                        | No se jugó  | No se jugó |

| Fecha 27           | Fecha 27  | Fecha 27             | Fecha 27                      | Fecha 27   | Fecha 27   |
| Local              | Resultado | Visitante            | Estadio                       | Fecha      | Hora       |
| ------------------ | --------- | -------------------- | ----------------------------- | ---------- | ---------- |
| Lanús              | 11 - 0    | Deportivo Merlo      | Predio de Valentín Alsina     | 7 de abril | 15:30      |
| Comunicaciones     | 0 - 1     | Camioneros           | Auxiliar                      | 7 de abril | 15:30      |
| Atlético Pilar     | 0 - 6     | Lima                 | Club Atlético Pilar           | 8 de abril | 11:00      |
| Liniers            | 5 - 2     | Racing Club          | Juan Antonio Arias            | 8 de abril | 11:00      |
| Independiente      | 1 - 0     | Luján                | Predio Villa Domínico         | 8 de abril | 15:00      |
| S.A.T.             | 3 - 1     | Deportivo Español    | 12 de agosto                  | 8 de abril | 15:00      |
| Puerto Nuevo       | 4 - 0     | Argentino de Quilmes | Rubén Carlos Vallejos         | 8 de abril | 15:00      |
| Almirante Brown    | 3 - 1     | Real Pilar           | Ciudad Deportiva Luis Mendoza | 8 de abril | 15:30      |
| Defensa y Justicia | 1 - 0     | Defensores del Chaco | No se jugó                    | No se jugó | No se jugó |

| Fecha 28             | Fecha 28  | Fecha 28           | Fecha 28              | Fecha 28    | Fecha 28   |
| Local                | Resultado | Visitante          | Estadio               | Fecha       | Hora       |
| -------------------- | --------- | ------------------ | --------------------- | ----------- | ---------- |
| Deportivo Español    | 0 - 2     | Liniers            | Auxiliar              | 14 de abril | 15:30      |
| Lima                 | 5 - 1     | Defensa y Justicia | Lima Football Club    | 14 de abril | 19:00      |
| Racing Club          | 3 - 1     | Puerto Nuevo       | Predio Tita Mattiussi | 15 de abril | 11:00      |
| Camioneros           | 0 - 4     | S.A.T.             | Predio Luis Guillón   | 15 de abril | 11:00      |
| Luján                | 3 - 0     | Comunicaciones     | Predio San Emilio     | 15 de abril | 15:00      |
| Real Pilar           | 0 - 1     | Lanús              | 12 de agosto          | 15 de abril | 15:10      |
| Deportivo Merlo      | 3 - 2     | Atlético Pilar     | Predio El Remanso     | 15 de abril | 15:30      |
| Argentino de Quilmes | 0 - 2     | Almirante Brown    | Argentino de Quilmes  | 15 de abril | 15:30      |
| Defensores del Chaco | 0 - 1     | Independiente      | No se jugó            | No se jugó  | No se jugó |

| Fecha 29           | Fecha 29  | Fecha 29             | Fecha 29                          | Fecha 29    | Fecha 29   |
| Local              | Resultado | Visitante            | Estadio                           | Fecha       | Hora       |
| ------------------ | --------- | -------------------- | --------------------------------- | ----------- | ---------- |
| Defensa y Justicia | 3 - 1     | Deportivo Merlo      | Predio La Capilla                 | 21 de abril | 15:00      |
| Lanús              | 1 - 0     | Atlético Pilar       | Predio de Valentín Alsina         | 21 de abril | 15:30      |
| Liniers            | 0 - 1     | Camioneros           | Juan Antonio Arias                | 21 de abril | 15:30      |
| Puerto Nuevo       | 2 - 0     | Deportivo Español    | Rubén Carlos Vallejos             | 21 de abril | 15:30      |
| S.A.T.             | 0 - 1     | Luján                | 12 de agosto                      | 21 de abril | 17:00      |
| Independiente      | 2 - 1     | Lima                 | Predio Villa Domínico             | 22 de abril | 15:00      |
| Real Pilar         | 6 - 1     | Argentino de Quilmes | Municipal de Pilar-Carlos Barraza | 22 de abril | 15:30      |
| Almirante Brown    | 0 - 1     | Racing Club          | Ciudad Deportiva Luis Mendoza     | 22 de abril | 15:30      |
| Comunicaciones     | 1 - 0     | Defensores del Chaco | No se jugó                        | No se jugó  | No se jugó |

| Fecha 30             | Fecha 30  | Fecha 30           | Fecha 30              | Fecha 30    | Fecha 30   |
| Local                | Resultado | Visitante          | Estadio               | Fecha       | Hora       |
| -------------------- | --------- | ------------------ | --------------------- | ----------- | ---------- |
| Lima                 | 2 - 0     | Comunicaciones     | Lima Football Club    | 28 de abril | 19:00      |
| Luján                | 1 - 1     | Liniers            | Predio San Emilio     | 29 de abril | 11:00      |
| Deportivo Merlo      | 0 - 6     | Independiente      | Predio El Remanso     | 29 de abril | 15:00      |
| Argentino de Quilmes | 0 - 1     | Lanús              | Auxiliar              | 29 de abril | 15:30      |
| Camioneros           | 0 - 3     | Puerto Nuevo       | Predio Luis Guillón   | 29 de abril | 15:30      |
| Racing Club          | 1 - 2     | Real Pilar         | Predio Tita Mattiussi | 29 de abril | 15:30      |
| Deportivo Español    | 0 - 1     | Almirante Brown    | Auxiliar              | 29 de abril | 15:30      |
| Atlético Pilar       | 1 - 2     | Defensa y Justicia | Club Atlético Pilar   | 30 de abril | 15:30      |
| Defensores del Chaco | 0 - 1     | S.A.T.             | No se jugó            | No se jugó  | No se jugó |

| Fecha 31             | Fecha 31  | Fecha 31             | Fecha 31                          | Fecha 31   | Fecha 31   |
| Local                | Resultado | Visitante            | Estadio                           | Fecha      | Hora       |
| -------------------- | --------- | -------------------- | --------------------------------- | ---------- | ---------- |
| Independiente        | 12 - 0    | Atlético Pilar       | Predio Villa Domínico             | 5 de mayo  | 15:30      |
| Lanús                | 1 - 0     | Defensa y Justicia   | Predio de Valentín Alsina         | 5 de mayo  | 15:30      |
| Almirante Brown      | 3 - 0     | Camioneros           | Ciudad Deportiva Luis Mendoza     | 5 de mayo  | 15:30      |
| S.A.T.               | 0 - 1     | Lima                 | 12 de agosto                      | 5 de mayo  | 16:00      |
| Puerto Nuevo         | 2 - 1     | Luján                | Rubén Carlos Vallejos             | 6 de mayo  | 11:00      |
| Real Pilar           | 6 - 0     | Deportivo Español    | Municipal de Pilar-Carlos Barraza | 6 de mayo  | 15:30      |
| Argentino de Quilmes | 0 - 5     | Racing Club          | Auxiliar                          | 6 de mayo  | 15:30      |
| Comunicaciones       | 1 - 0     | Deportivo Merlo      | Auxiliar                          | 6 de mayo  | 16:00      |
| Liniers              | 1 - 0     | Defensores del Chaco | No se jugó                        | No se jugó | No se jugó |

| Fecha 32             | Fecha 32  | Fecha 32             | Fecha 32              | Fecha 32   | Fecha 32   |
| Local                | Resultado | Visitante            | Estadio               | Fecha      | Hora       |
| -------------------- | --------- | -------------------- | --------------------- | ---------- | ---------- |
| Defensa y Justicia   | 0 - 1     | Independiente        | Predio La Capilla     | 12 de mayo | 15:00      |
| Racing Club          | 2 - 0     | Lanús                | Predio Tita Mattiussi | 12 de mayo | 15:30      |
| Camioneros           | 0 - 10    | Real Pilar           | Predio Luis Guillón   | 13 de mayo | 11:00      |
| Deportivo Español    | 0 - 1     | Argentino de Quilmes | Auxiliar              | 13 de mayo | 15:30      |
| Luján                | 3 - 0     | Almirante Brown      | Predio San Emilio     | 13 de mayo | 15:30      |
| Deportivo Merlo      | 2 - 0     | S.A.T.               | Predio El Remanso     | 13 de mayo | 15:30      |
| Atlético Pilar       | 0 - 3     | Comunicaciones       | Club Atlético Pilar   | 13 de mayo | 15:30      |
| Lima                 | 2 - 1     | Liniers              | Lima Football Club    | 13 de mayo | 16:00      |
| Defensores del Chaco | 0 - 1     | Puerto Nuevo         | No se jugó            | No se jugó | No se jugó |

| Fecha 33             | Fecha 33  | Fecha 33             | Fecha 33                          | Fecha 33   | Fecha 33   |
| Local                | Resultado | Visitante            | Estadio                           | Fecha      | Hora       |
| -------------------- | --------- | -------------------- | --------------------------------- | ---------- | ---------- |
| Almirante Brown      | 1 - 0     | Defensores del Chaco | No se jugó                        | No se jugó | No se jugó |
| Liniers              | 6 - 0     | Deportivo Merlo      | Juan Antonio Arias                | 19 de mayo | 11:00      |
| S.A.T.               | 8 - 0     | Atlético Pilar       | 12 de agosto                      | 19 de mayo | 15:30      |
| Real Pilar           | 3 - 0     | Luján                | Municipal de Pilar-Carlos Barraza | 19 de mayo | 15:30      |
| Racing Club          | 2 - 0     | Deportivo Español    | Predio Tita Mattiussi             | 19 de mayo | 15:30      |
| Comunicaciones       | 1 - 2     | Defensa y Justicia   | Auxiliar                          | 19 de mayo | 16:00      |
| Lanús                | 1 - 0     | Independiente        | Predio de Valentín Alsina         | 20 de mayo | 15:30      |
| Puerto Nuevo         | 0 - 2     | Lima                 | Rubén Carlos Vallejos             | 20 de mayo | 15:30      |
| Argentino de Quilmes | 4 - 4     | Camioneros           | Auxiliar                          | 20 de mayo | 15:30      |

| Fecha 34             | Fecha 34  | Fecha 34             | Fecha 34              | Fecha 34   | Fecha 34   |
| Local                | Resultado | Visitante            | Estadio               | Fecha      | Hora       |
| -------------------- | --------- | -------------------- | --------------------- | ---------- | ---------- |
| Defensores del Chaco | 0 - 1     | Real Pilar           | No se jugó            | No se jugó | No se jugó |
| Deportivo Español    | 0 - 6     | Lanús                | Auxiliar              | 2 de junio | 15:30      |
| Defensa y Justicia   | 0 - 6     | S.A.T.               | Predio La Capilla     | 2 de junio | 15:30      |
| Camioneros           | 1 - 5     | Racing Club          | Predio Luis Guillón   | 3 de junio | 11:00      |
| Atlético Pilar       | 2 - 12    | Liniers              | Club Atlético Pilar   | 3 de junio | 11:00      |
| Independiente        | 4 - 0     | Comunicaciones       | Predio Villa Domínico | 3 de junio | 15:15      |
| Luján                | 12 - 1    | Argentino de Quilmes | Predio San Emilio     | 3 de junio | 15:30      |
| Deportivo Merlo      | 0 - 3     | Puerto Nuevo         | Predio El Remanso     | 3 de junio | 15:30      |
| Lima                 | 3 - 1     | Almirante Brown      | Lima Football Club    | 3 de junio | 19:30      |

| 1. 2. 3. 4. 5. 6. 7. 8. 9. 10. 11. 12. 13. 14. 15. 16. 17. 18. 19. 20. 21. 22. 23. 24. 25. 26. 27. 28. 29. |

### Partido de desempate del segundo puesto
Al haber terminado igualados en el segundo puesto de la tabla final de posiciones, Lanús y Real Pilar jugaron un partido de desempate.
| Lanús | 1 - 0 | Real Pilar | 12 de agosto | 10 de junio | 14:00 |

## Torneo reducido por el tercer ascenso
Los 8 equipos ubicados del 3.º al 10.º lugar de la tabla final de posiciones se ordenaron del 1 al 8 y participaron del Reducido, un minitorneo por eliminación directa. Los participantes se emparejaron en la instancia de cuartos de final de acuerdo a sus respectivos números de orden, enfrentándose el 1 con el 8, el 2 con el 7, el 3 con el 6, y el 4 con el 5. Los ganadores accedieron a las semifinales, reordenándose bajo el mismo criterio.
Las fases de cuartos de final y semifinales se disputaron a un solo encuentro en terreno neutral, mientras que la final se llevó a cabo a doble partido, actuando como local en el de vuelta el equipo con mejor ubicación. En caso de empate tras completar cualquiera de las series, se definió al ganador mediante tiros desde el punto penal.

### Cuadro de desarrollo
|  | Cuartos de final | Cuartos de final | Cuartos de final |             |       | Semifinales      | Semifinales      | Semifinales      |  |   | Final          | Final          | Final          | Final          | Final          |  |
|  | 16 y 17 de junio | 16 y 17 de junio | 16 y 17 de junio |             |       | 23 y 24 de junio | 23 y 24 de junio | 23 y 24 de junio |  |   | 1 y 7 de julio | 1 y 7 de julio | 1 y 7 de julio | 1 y 7 de julio | 1 y 7 de julio |  |
|  |                  |                  |                  |             |       |                  |                  |                  |  |   |                |                |                |                |                |  |
|  |                  |                  |                  |             |       |                  |                  |                  |  |   |                |                |                |                |                |  |
|  | 1                | Real Pilar       | 4                |             |       |                  |                  |                  |  |   |                |                |                |                |                |  |
|  | 1                | Real Pilar       | 4                |             |       |                  |                  |                  |  |   |                |                |                |                |                |  |
|  | 8                | Liniers          | 1                |             |       |                  |                  |                  |  |   |                |                |                |                |                |  |
|  | 8                | Liniers          | 1                |             | 1     | Real Pilar       | 2                |                  |  |   |                |                |                |                |                |  |
|  |                  |                  |                  |             | 1     | Real Pilar       | 2                |                  |  |   |                |                |                |                |                |  |
|  |                  |                  | 4                | S.A.T.      | 1     |                  |                  |                  |  |   |                |                |                |                |                |  |
|  | 4                | S.A.T.           | 4                | S.A.T.      | 1     | 5                |                  |                  |  |   |                |                |                |                |                |  |
|  | 4                | S.A.T.           |                  |             |       |                  |                  |                  |  |   |                |                |                |                |                |  |
|  | 5                | Luján            | 1                |             |       |                  |                  |                  |  |   |                |                |                |                |                |  |
|  | 5                | Luján            | 1                |             |       |                  |                  |                  |  | 1 | Real Pilar     | 0              | 1              | 1              |                |  |
|  |                  |                  |                  |             |       |                  |                  |                  |  | 1 | Real Pilar     | 0              | 1              | 1              |                |  |
|  |                  |                  | 2                | Racing Club | 2     | 0                | 2                |                  |  |   |                |                |                |                |                |  |
|  | 2                | Racing Club      | 2                | Racing Club | 2     | 0                | 2                | 2                |  |   |                |                |                |                |                |  |
|  | 2                | Racing Club      |                  |             |       |                  |                  | 2                |  |   |                |                |                |                |                |  |
|  | 7                | Puerto Nuevo     | 0                |             |       |                  |                  |                  |  |   |                |                |                |                |                |  |
|  | 7                | Puerto Nuevo     | 0                |             | 2     | Racing Club (p)  | 1 (4)            |                  |  |   |                |                |                |                |                |  |
|  |                  |                  |                  |             | 2     | Racing Club (p)  | 1 (4)            |                  |  |   |                |                |                |                |                |  |
|  |                  |                  | 3                | Lima        | 1 (3) |                  |                  |                  |  |   |                |                |                |                |                |  |
|  | 3                | Lima             | 3                | Lima        | 1 (3) | 2                |                  |                  |  |   |                |                |                |                |                |  |
|  | 3                | Lima             |                  |             |       |                  |                  |                  |  |   |                |                |                |                |                |  |
|  | 6                | Almirante Brown  | 0                |             |       |                  |                  |                  |  |   |                |                |                |                |                |  |
|  | 6                | Almirante Brown  | 0                |             |       |                  |                  |                  |  |   |                |                |                |                |                |  |
|  |                  |                  |                  |             |       |                  |                  |                  |  |   |                |                |                |                |                |  |

- Nota: En los cuartos de final y las semifinales, el equipo con el menor número de orden y ubicado en la primera línea es el que ejerció la localía. En la final, lo hizo en el partido de vuelta.

### Cuartos de final
| 16 de junio, 15:00 | Real Pilar                                               | 4:1 (0:1) | Liniers     | 12 de agosto, Moreno |  |
|                    | N. López 54' · Chachagua 59' · Tappia 65' · K. López 85' | Reporte   | Álvarez 45' |                      |  |

| 16 de junio, 15:00 | S.A.T.                                | 5:1 (1:1) | Luján    | Municipal Carlos Barraza, Pilar |  |
|                    | Beccacece · Argañaraz · Ruiz · Blanco | Reporte   | Guerrero |                                 |  |

| 17 de junio, 11:00 | Racing Club    | 2:0 (1:0) | Puerto Nuevo | Auxiliar Nº 2 de San Lorenzo, Buenos Aires |  |
|                    | Piazza 13' 48' | Reporte   |              |                                            |  |

| 17 de junio, 11:00 | Lima             | 2:0 (1:0) | Almirante Brown | Rubén Carlos Vallejos, Campana |  |
|                    | Vázquez · Moreno | Reporte   |                 |                                |  |

### Semifinales
| 23 de junio, 15:00 | Real Pilar          | 2:1 (1:1) | S.A.T.    | Predio San Emilio, Luján |  |
|                    | Verryt · Leguizamón | Reporte   | Argañaraz |                          |  |

| 24 de junio, 12:00 | Racing Club | 1:1 (0:0) (4:3 p.) | Lima   | 12 de agosto, Moreno |  |
|                    | Insaurralde | Reporte            | Moreno |                      |  |

### Final
| 30 de junio, 15:30 | Racing Club            | 2:0 (0:0) | Real Pilar | Predio Tita Mattiussi, Sarandí |  |
|                    | Romero · Laviña (pen.) | Reporte   |            |                                |  |

| 7 de julio, 15:30 | Real Pilar | 1:0 (1:0) | Racing Club | Municipal Carlos Barraza, Pilar |  |
|                   | Núñez 40'  | Reporte   |             |                                 |  |

## Goleadoras
| Jugadora           | Equipo        | Goles |
| ------------------ | ------------- | ----- |
| Zoraida Leguizamón | Real Pilar    | 67    |
| Aylén Medina       | Lanús         | 44    |
| Evelyn Argañaraz   | S.A.T.        | 30    |
| Melanie Morán      | Independiente | 28    |
| Noelia Pianovi     | Independiente | 24    |
| Ayelén Acuña       | Independiente | 19    |
| Estefanía Piazza   | Racing Club   | 18    |
| Ángela Guerrero    | Luján         | 16    |
| Natalia Olivera    | Lima          | 15    |
| Brisa Campos       | Racing Club   | 14    |

- Fuente: El Femenino[2]